# Idalberto Barban
Idalberto Barban Reyna (ur. 25 maja 1953) – kubański zapaśnik walczący w stylu klasycznym. Dwukrotny olimpijczyk. Zajął jedenaste miejsce w Moskwie 1980 i trzynaste w Montrealu 1976. Walczył w wadze półśredniej.
Złoty medalista igrzysk panamerykańskich w 1975 i srebrny w 1979 roku.

## Letnie Igrzyska Olimpijskie 1976
| Konkurencja | Eliminacje            | Eliminacje                   | Klas. końcowa |
| Konkurencja | Przeciwnik I          | Przeciwnik II                | Miejsce       |
| ----------- | --------------------- | ---------------------------- | ------------- |
| -74 kg      | John Matthews (USA) P | Stanisław Krzesiński (POL) P | 13.           |

## Letnie Igrzyska Olimpijskie 1980
| Konkurencja | Eliminacje            | Eliminacje             | Klas. końcowa |
| Konkurencja | Przeciwnik I          | Przeciwnik II          | Miejsce       |
| ----------- | --------------------- | ---------------------- | ------------- |
| -74 kg      | Mikko Huhtala (FIN) P | Anatolij Bykow (URS) P | 11.           |